# بني عليج
قرية بني عليج هي إحدى القرى التابعة لمركز الفتح في محافظة أسيوط في جمهورية مصر العربية. حسب إحصاءات سنة 2006، بلغ إجمالي السكان في بني عليج 4959 نسمة، منهم 2557 رجل و2402 امرأة.